# Gromiaszczij
Gromiaszczij (ros. Громящий) – rosyjski niszczyciel z początku XX wieku, jedna z 22 zbudowanych jednostek typu Bojkij. Okręt został zwodowany w 1904 roku w krajowej stoczni Zakłady Newskie w Petersburgu, a do służby w Marynarce Wojennej Imperium Rosyjskiego został wcielony w 1905 roku, z przydziałem do Floty Bałtyckiej. „Gromiaszczij” wziął udział w I wojnie światowej, a w 1924 roku został złomowany.

## Projekt i budowa
Okręt był jednym z 22 niszczycieli typu Bojkij zbudowanych w krajowych stoczniach, będących ulepszoną i powiększoną wersją zaprojektowanych w brytyjskiej stoczni Yarrow jednostek typu Sokoł . Zbudowany został w Zakładach Newskich w Petersburgu . Stępkę jednostki położono w 1903 roku, a zwodowana została w roku 1904 .

## Dane taktyczno-techniczne
„Gromiaszczij” był niewielkim, czterokominowym niszczycielem, klasyfikowanym do 1907 roku jako torpedowiec . Długość całkowita wynosiła 64 metry, szerokość 6,4 metra i maksymalne zanurzenie 2,59 metra. Wyporność jednostki wynosiła 350 ton. Okręt napędzany był przez dwie pionowe maszyny parowe potrójnego rozprężania o łącznej mocy 5700 KM, do której parę dostarczały cztery kotły Yarrow . Dwuśrubowy układ napędowy pozwalał osiągnąć prędkość 26 węzłów . Okręt mógł zabrać zapas węgla o maksymalnej masie 80 ton, co zapewniało zasięg wynoszący 1200 Mm przy prędkości 12 węzłów .
Uzbrojenie artyleryjskie okrętu stanowiły: umieszczone na nadbudówce dziobowej pojedyncze działo kalibru 75 mm Canet L/48 oraz pięć pojedynczych dział trzyfuntowych kalibru 47 mm Hotchkiss M1885 L/40 . Jednostka wyposażona była w jedną dziobową stałą i dwie pojedyncze obracalne pokładowe wyrzutnie torped kalibru 381 mm, z łącznym zapasem sześciu torped . Ponadto okręt mógł zabrać na pokład 12–18 min .
Załoga okrętu liczyła 62–69 oficerów, podoficerów i marynarzy .

## Służba
„Gromiaszczij” został wcielony do służby w Marynarce Wojennej Imperium Rosyjskiego w 1905 roku . Jednostka weszła w skład Floty Bałtyckiej. W 1909 roku dokonano modernizacji uzbrojenia jednostki: zdemontowano wszystkie wyrzutnie torped kalibru 381 mm i wszystkie działka kalibru 47 mm, instalując w zamian dwie pojedyncze wyrzutnie torped kalibru 450 mm oraz drugą armatę kalibru 75 mm Canet i sześć pojedynczych karabinów maszynowych kalibru 7,62 mm . Prace zostały wykonane w stoczni Zakładów Mechanicznych i Silników Parowych w Helsingforsie.
W momencie wybuchu I wojny światowej w sierpniu 1914 roku „Gromiaszczij” wchodził w skład Floty Bałtyckiej. Według stanu na 1 października?/14 października „Gromiaszczij” przyporządkowany był do 5. dywizjonu niszczycieli (w jego skład wchodziły także „Diejatielnyj”, „Silnyj”, „Storożewoj”, „Strojnyj”, „Raziaszczij”, „Rastoropnyj”, „Dielnyj” i „Dostojnyj”). Na początku 1916 roku przeprowadzono reorganizację Floty Bałtyckiej, wyłączając z tzw. obrony minowej Dywizję Niszczycieli oraz Dywizję Okrętów Podwodnych, które odtąd miały podlegać bezpośrednio dowódcy Floty. W wyniku tej zmiany „Gromiaszczij” znalazł się w 9. dywizjonie niszczycieli (wraz z „Widnym”, „Dielnym”, „Diejatielnym”, „Dostojny”, „Rastoropnym”, „Raziaszczim”, „Storożewojem”, „Silnym” i „Strojnym”). Według stanu na 1 marca?/14 marca 1917 roku „Gromiaszczij” nadal wchodził w skład 9. dywizjonu niszczycieli, włączonego jednak w skład obrony minowej.
Między 12 kwietnia a majem 1918 roku niszczyciel był przejęty przez Niemców . Następnie okręt został odstawiony do rezerwy, a złomowano go w 1924 roku .